# Друга словеначка ударна бригада
Друга словеначка народно-ослободилачка ударна бригада „Љубо Шерцер“ формирана је 6. октобра 1942. године на планини Мокрц, 15 километара удаљеној од Љубљане. На дан формирања имала је 310 бораца.
Први командант бригаде био је Бојан Полак Стјенка, а политички комесар Јанез Хрибар Тоне.
Бригада је за заслуге током Народноослободилачког рата одликована Орденом народног ослобђења, Орденом заслуга за народ и Орденом братства и јединства. Дана 15. фебруара 1979. године, одликована је и Орденом народног хероја.

## Борбени пут Друге словеначке бригаде
Бригада је након формирања имала задатке подупирања антифашистичке борбе у Љубљани, везивање окупаторских снага, чување организација НОП-а, рушење саобраћајница и остало.
Своје ватрено крштење бригада је имала 13. октобра, када је код села Покојишче, над Боровницом, поразила италијанско-белогардистичку јединицу. Тада су њени борци убили 24 непријатељска војника, заробили тројицу и запленили тешки митраљез, доста оружја, муниције и опреме. Дана 26. октобра, бригада је разбила две моторизоване јединице под Кримом и заробила још један тешки митраљез.
Током зиме 1942/'43, бригада је дејствовала на ширем подручју Нотрањске. Марта 1943. године, придружила се другим словеначким бригадама и учествовала у спровођењу велике партизанске противофанзиве. Офанзива је завршила победом словеначких партизана у бици на Јеленовом Жлебу 26. марта 1943. године. За своје успехе, бригада је била похваљена од стране Главног штаба Словеније.
У пролеће 1943. године, бригади је као ново оперативно подручје додељена Бела Крајина. Бригаду је сада творило преко 500 бораца и четири батаљона. Заједно са Петом словеначком бригадом, требало је да изврши упад у Штајерску јуна 1943, али им није успело форсирање Саве. При повратку на оперативно подручје, више дана је водила борбе с непријатељем у области Гросупља и Пијаве Горице, те Турјака. Наставила је с борбама све до уласка у састав Четрнаесте дивизије, кад аје учествовала у опсади Жужемберка.
У време распада италијанске војске септембра 1943. године, уништила је упориште словеначких колаборатора, а такође и Грчарице, упориште четника, односно Плаве гарде. Тада су њени борци заробили и убили више од 200 непријатељских војника.
Тих дана, бригада је била упућена према Трсту, а успут је уништила остатке Беле гарде у Нотрајнској, заузела Илирску Бистрицу и учествовала у подизању устанка у Словеначком приморју. Један батаљон бригаде био је издвојен из њеног састава и прерастао у Десету љубљанску бригаду.
Током одбрамбених битака за време непријатељске Октобарске офанзиве, бригада је 6. октобра у близини Артивжа поразила више од 200 непријатељских војника. У ноћи између 14. и 15. октобра, учествовала је у рушењу кључне тачке на прузи Трст–Љубљана, Штампетовог вијадукта, код Боровнице. После тога је прешла у Горски котар, где је водила борбе с непријатељем све до средине новембра 1943. године.
Бригада је током децембра 1943. године уништила домобранско упориште Грахово, поразила немачко-домобранску јединицу, минирала главно непријатељско утврђење током опсаде Кочевја, а до краја месеца водила је одбрамбене битке на подручју Суве Крајине.
Бригада је у саставу Четрнаесте дивизије учествовала у походу на Штајерску, акцији која је трајала готово два месеца. После похода, бројала је само 170 од ранијих 400 бораца и била организована у два батаљона. Упркос томе, одмах се укључила у противофанзиву јединица Четврте оперативне зоне. Учествовала је у биткама за Велење и Шоштањ, уништила пругу Велење–Дравоград, те уништила 11 локомотива у ложионици на Отишком Врху. На Похорју је, 26. јуна, поразила непријатељску јединицу која је бројала око 500 људи.
Током лета 1944, бригада је рушила саобраћајне везе у целој Штајерској, а 26. јуна је поразила полицијску јединицу од 100 људи. Месец дана касније, заузела је Шентловенц на Похорју. У међувремену је ојачала, тако да је у свом саставу имала четири батаљона и више од 1000 бораца. Од новембра 1944. године, учествовала је у борбама за одбрану ослобођеног подручја Горње Савињске долине.
Током зиме 1944/'45. године, бригада је заједно са другим јединицама Четврте операитвне зоне прешла у офанзиву. Рушила је саобраћајнице на прузи Цеље–Марибор и Марибор–Дравоград, те нападала непријатељске јединице и упоришта.
У завршним операцијама Другог светског рата, бригада је од 3. до 4. маја напала саобраћајницу Дравоград, одакле је била опозвана и у убрзаном маршу послата према Корушкој. Дана 9. маја 1945, заузела је Фелкермаркт (Великовец) и подручје од Андража до Шентвида на Глини. Тиме је достигла најсевернију тачку словеначког народног подручја и завршила свој ратни пут.

## Биланс
Током свог ратног пута, Друга словеначка бригада онеспособила је око 8.000 непријатељских војника, а уништила око 58 километара железничких пруга, 6 тунела и 36 железничких и осталих мостова. Такође је уништила 19 локомотива, 86 вагона, 7 железничких станица, више десетина камиона и 3 тенка. Запленила је 5 тенкова, 7 оклопних возила, 35 камиона, 3 топа, 25 минобацача, 39 тешких и 59 пушкомитраљеза, 233 митраљеза, 885 пушака, 128 пиштоља и остало. Поред тога запленила је и на стотине килограма екслозива, муниције и опреме.
Кроз редове „Шерцерове бригаде“ прошло је више од 4.000 бораца и војних старешина. Осамнаест бораца бригаде проглашено је народним херојима. У редовима бригаде 459 бораца је изгубило живот у борбама.

## Народни хероји Друге словеначке бригаде
Неки од 18 проглашених народних хероја, који су се борили у бригади, су:
- Мило Килибарда командант бригаде
- Бојан Полак Стјенка командант бригаде
- Јанез Хрибар Тоне политички комесар бригаде